# Нечуям
Нечуям (хорв. Nečujam) — населений пункт у Хорватії, у Сплітсько-Далматинській жупанії у складі громади Шолта.

## Населення
Населення за даними перепису 2011 року становило 171 осіб.
Динаміка чисельності населення поселення:

## Клімат
Середня річна температура становить 16,22 °C, середня максимальна – 27,83 °C, а середня мінімальна – 4,82 °C. Середня річна кількість опадів – 724 мм.
| Клімат поселення                              | Клімат поселення | Клімат поселення | Клімат поселення | Клімат поселення | Клімат поселення | Клімат поселення | Клімат поселення | Клімат поселення | Клімат поселення | Клімат поселення | Клімат поселення | Клімат поселення | Клімат поселення |
| Показник                                      | Січ.             | Лют.             | Бер.             | Квіт.            | Трав.            | Черв.            | Лип.             | Серп.            | Вер.             | Жовт.            | Лист.            | Груд.            |                  |
| Середній максимум, °C                         | 13,37            | 12,84            | 14,73            | 17,55            | 22,24            | 26,03            | 27,83            | 27,73            | 23,99            | 20,28            | 15,93            | 13,63            |                  |
| Середня температура, °C                       | 9,34             | 8,82             | 10,71            | 13,53            | 18,23            | 22,04            | 24,94            | 24,85            | 21,12            | 17,35            | 13,03            | 10,72            |                  |
| Середній мінімум, °C                          | 5,33             | 4,82             | 6,71             | 9,52             | 14,22            | 18,01            | 22,02            | 21,92            | 18,22            | 14,47            | 10,13            | 7,85             |                  |
| Норма опадів, мм                              | 68               | 56               | 63               | 59               | 49               | 41               | 26               | 42               | 63               | 79               | 95               | 83               |                  |
| Середньомісячна швидкість вітру, м/с          | 3.40             | 3.55             | 3.67             | 3.40             | 3.00             | 2.70             | 2.80             | 2.61             | 2.94             | 3.12             | 3.82             | 3.71             |                  |
| Середньомісячна сонячна радіація, кДж/м²·день | 5563             | 8332             | 12017            | 16767            | 20802            | 23569            | 25189            | 22073            | 16361            | 10579            | 6030             | 4720             |                  |
| --------------------------------------------- | ---------------- | ---------------- | ---------------- | ---------------- | ---------------- | ---------------- | ---------------- | ---------------- | ---------------- | ---------------- | ---------------- | ---------------- | ---------------- |
| Джерело:                                      |                  |                  |                  |                  |                  |                  |                  |                  |                  |                  |                  |                  |                  |